# Julio César Vergara y Vergara
Julio César Vergara y Vergara fue un ingeniero, matemático, académico e historiador colombiano. 

## Biografía
Fue uno de los miembros más distinguidos de la academia colombiana de historia a principios del siglo XX. Por sus méritos y trabajos le es otorgada la cruz de Boyacá por el Gobierno Nacional de Colombia. Presidente, vicepresidente y miembro de honor de la sociedad colombiana de ingenieros durante el gobierno de Laureano Gómez. Miembro de la Sociedad Geográfica de Colombia, también de la academia de ciencias geográficas.
Vergara y Vergara fue uno de los principales ingenieros del tranvía en Colombia a principios del siglo XX.
Fue un profesor muy distinguido de la Universidad Nacional de Colombia dando la cátedra de geometría y estadística a principios del siglo XX.
Desarrolló un mapa de cartografía histórica en 1935 considerado como una visión histórica de una generación de urbanistas de Colombia. Después de compilar un conjunto de mapas históricos raros y más conocidos, el mapa de Vergara y Vergara describió la historia de una expansión dramática que, de hecho, finalmente superaría todo lo que había visto en la época. A medida que se canalizaron los ríos, se dibujaron líneas estrechas. Mientras tanto, las cuadras, vías, parques y otros equipamientos urbanos adquirieron protagonismo visual en sus escritos. Su obra es trascendental para entender el desarrollo urbano de la ciudad de Bogotá, en especial sus trabajos como ingeniero sobre la Avenida Caracas.
El mapa realizado en 1935, fue incluido en un artículo académico sobre el desarrollo urbano de Bogotá cuatro siglos después de la fundación española en 1538. El mapa muestra los barrios existentes en la década de 1930, junto con una propuesta para ampliar carreteras principales. El autor incluye también un hipotético perímetro urbano a finales del siglo XX, para una ciudad con una población estimada en 900.000 habitantes. Sin embargo, Bogotá contaba a finales de siglo con más de seis millones de habitantes, superando así este hipotético perímetro. El mapa muestra el curso de los ríos Arzobispo, Fucha y San Francisco. Este último de ellos, cerca de su origen cerca de la sierra, ya ha sido canalizado bajo una avenida denominada Avenida Jiménez.
Escribió en varias ocasiones en el periódico El Tiempo sobre ingeniería, historia y genealogías de Colombia, entre las más importantes la de su familia, los Vergaras, un libro de gran interés cultural y considerado tratado histórico de Colombia para entender la aristocracia criolla:
- Vida de Estanislao Vergara 1790-1855.[8]

- Relación Genealógica por Felipe de Vergara (1745-1818) con Edición y aclaraciones de Julio C. Vergara. (Librería de la Academia de Historia de Colombia).[9]

- Don Antonio de Vergara Azcarate y sus descendientes, Madrid, Imprenta J. Pueyo.

## Familia
Miembro de una distinguida familia santafereña, era hijo del reconocido general Francisco Javier Vergara y Velasco. Se casó con Carmen Elisa Santos miembro de la reconocida familia Santos de Bogotá.